# Manduca afflicta
Manduca afflicta är en fjärilsart som beskrevs av Augustus Radcliffe Grote 1865. Manduca afflicta ingår i släktet Manduca och familjen svärmare. Inga underarter finns listade i Catalogue of Life.